# キン肉マン ニューヨーク危機一髪!
キン肉マン ニューヨーク危機一髪!（キンにくマン ニューヨークききいっぱつ!）は、ゆでたまご原作のアニメ『キン肉マン』の、1986年3月15日に東映まんがまつりで公開された劇場版第6作。上映時間は45分。
キャッチコピーは「こんどの決め技!キン肉ドライバースペッシャル〜ウ、復活!悪魔将軍をぶちのめせ!!」。

## 概要
観客動員数164万人。テレビシリーズでの「ザ・サイコー超人の挑戦編」終了後に公開。新勢力が敵として登場してきた既往の作品と異なり、本作では復活強化した悪魔将軍のみが登場し、キン肉マンと一騎討ちを展開する。そのためキン肉マン以外の正義超人の戦闘シーンは無い。
これまでの劇場版のシナリオは全て山崎晴哉によるものだったが、本作では寺田憲史が初めて担当。当時劇場版とは別に作られる予定だったテレビスペシャルのプロットを寺田が執筆していたが企画自体が無くなり、プロデューサーの田宮武に「あのまま無くすのはもったいない」と言われ寺田が劇場版を書くことになったという経緯がある。
また本作の悪魔将軍はテレビ版の北川米彦に代わり柴田秀勝が演じている。
本作は、公開当時副題が存在しなかった第1作『キン肉マン 奪われたチャンピオンベルト』を除き、歴代では唯一オープニングと副題表示部の間にプロローグが存在する。
なお、同年10月1日の放送をもってテレビシリーズは終了したため、テレビ継続中に公開されたのは本作が最後となった。また、オープニングテーマ「炎のキン肉マン」とエンディングテーマ「キン肉マンボ」が使用されたのも、本作が最後となった。

## あらすじ

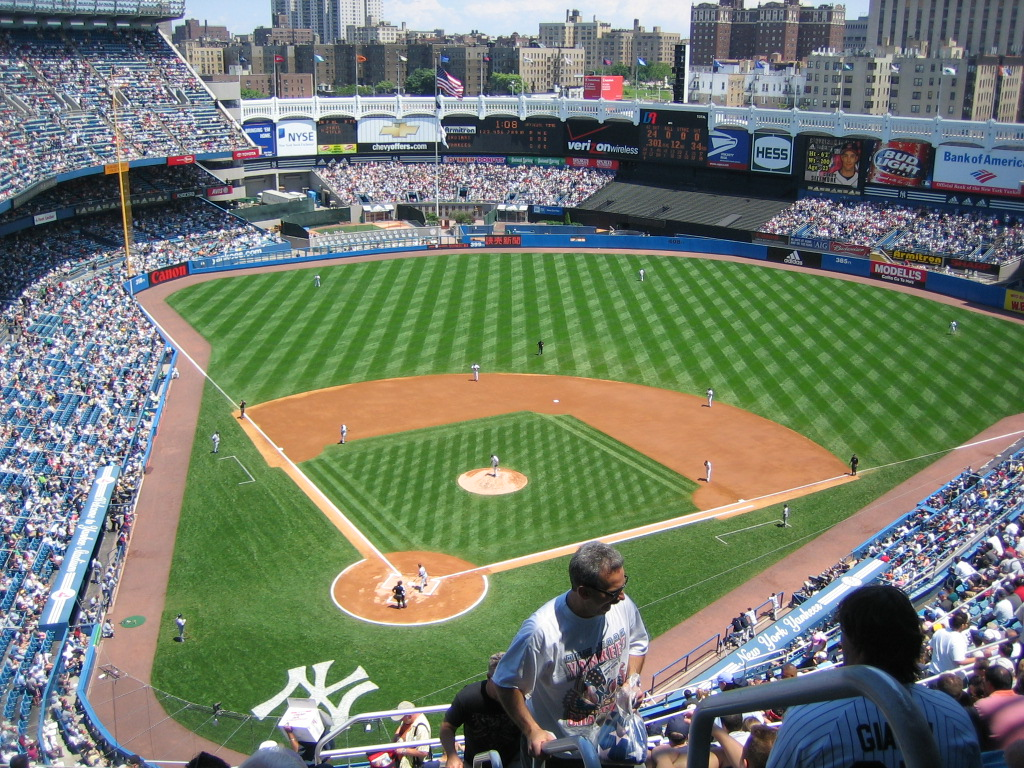
テリーマンの授賞式が行われたヤンキー・スタジアム

キン肉マンたちとの闘いに敗れ、宇宙にてその怨念が漂っていた悪魔将軍は人間のエネルギーを吸収して復活し、正義超人への復讐を目論んでいた。
一方、ニューヨークのヤンキースタジアムではテリーマンの合衆国栄誉賞授賞式典が行われていたが、エキシビジョンマッチに他の正義超人と共に参加する予定だったキン肉マンは、牛丼の食べすぎで下痢を起こして遅れてしまう。
キン肉マン抜きでエキシビジョンマッチが始まろうとしている中、大都会パワーに目を付けた悪魔将軍がニューヨークの大都会パワーと正義超人たちを吸収し自分の肉体としてしまう。
その後遅れて到着したキン肉マンたちが見たのは、廃墟となったニューヨークと泥人形と化した人々だった。ニューヨークの魂ビッグアップルは事の次第を教え、ここに世界に誇る高層ビルの上の特設リングでキン肉マンと悪魔将軍の再戦が始まる。

## ゲストキャラクター
悪魔将軍
出身地：天上界
超人強度：1500万パワー
ニューヨークの大都会パワーとマリやナツコ、キン骨マンら、会場にいた者全ての生気、そして正義超人たちを吸収して新たな姿となって復活した悪魔将軍。劇場版のパンフレットでは「ニュースタイル」、DVDの映像特典では「劇場版強化Ver.」と呼ばれる。その肉体は全身黒くなりトゲが増え、さらにもう一段階の変身も可能。正義超人たちの必殺技と「地獄のミュージカル」といった大都会パワーを駆使した新技を使用する。エンパイヤ・ステートビル、パンナムビル、2つの国際貿易センタービルをコーナーポストにした特設リングでの「摩天楼デスマッチ」でキン肉マンと戦った。
原作設定ならば悪魔将軍の正体は戦いの神・ゴールドマンだが、今作では悪魔将軍という「悪」の存在として描かれている。
ビッグアップル
ニューヨークの魂。町の象徴であるリンゴに宿り、キン肉マンに悪魔将軍を倒すことを頼む。
地下鉄超人のボス
出身地：アメリカ
超人強度：200万パワー
ニューヨークの地下鉄に潜む犯罪超人。悪魔将軍の「サブウェイ・クラッシュ」により、地下鉄に落ちたキン肉マンを部下たちと共に襲うが呆気なく敗れる。
ウコン警部
劇場版第1作から登場しているウコン一族の一人で大ウコンの子孫。キン肉マンに逆襲しようとしていたが、あっけなく返り討ちにあった。劇場版のパンフレットでは「ウコン将軍」と紹介されている。続編の『キン肉マン 正義超人vs戦士超人』の家系図によると本名は「ウコン5世」らしい。

## 声の出演
- キン肉マン - 神谷明
- ミート君 - 松島みのり
- 大会委員長 - 北川米彦
- キン肉王妃 - 山口奈々
- 中野さん - はせさん治
- ナチグロン - 山本圭子
- 翔野ナツ子 - 鶴ひろみ
- 二階堂マリ - 中島千里
- キン肉大王 - 岸野一彦
- テリーマン - 田中秀幸
- ラーメンマン - 銀河万丈
- ウォーズマン - 堀秀行
- ジェロニモ - 塩沢兼人
- 五分刈刑事 - 戸谷公次
- ロビンマスク - 郷里大輔
- バッファローマン、イワオ[7] - 佐藤正治
- キン骨マン - 二又一成
- リキシマン - 広瀬正志
- ブロッケンJr.、与作さん[7] - 水鳥鉄夫
- 悪魔将軍 - 柴田秀勝
- ビッグアップル - 高木均
- ウコン警部&部下[8] - ゆでたまご（特別出演）

## スタッフ
- 製作総指揮：今田智憲
- プロデューサー：田宮武
- 原作：ゆでたまご
- 脚本：寺田憲史
- 音楽：風戸慎介
- 撮影監督：玉川芳行
- 編集：祖田冨美夫
- 録音：市川修
- 美術監督：襟立智子、伊藤雅人
- 作画監督：森利夫
- 製作担当：関良宏
- 監督：川田武範
- 原画：高橋英吉、深谷英作、小曽根孝夫、山崎唯文、水野祥司
- 動画：大村まゆみ、杉山典子、上野茂々子、小曽根陽子、松村啓子、村松さつき、上野千夏、川島由美子、望月頼子、河原井敦子、河副富美子、北島由美子、渡辺幸子、村瀬園美、佐藤昌文、大江真徳、阿部仁、成田美枝子、菅谷和男、岡村隆
- 動画チェッカー：小沢俊幸
- 背景：吉田智子、宮武和代、石橋美佳、柳沢玲一郎、高橋忍、高橋奈緒美、長崎斉、山地博之
- セログラフ：金井八重子
- トレース：五十嵐玲子
- 彩色：田村明美、庄村利章、三門みよこ、千葉賢二、吉沢啓子、熊谷さと子、小林和弘、丹あや子、須藤慎太郎、横山照子
- 検査：新井マリー
- 特殊効果：岡田良明
- 撮影：沖野雅英、渡辺英俊、小沢次雄、吉田光伸、米金均、片山和子、岡本英一郎、藤倉直人、小林尚美、山本祥子
- ネガ編集：福光衣久子
- 音響効果：横山正和
- 仕上進行：茂木明子
- 美術進行：御園博
- 記録：原芳子
- 助監督：浅田裕二
- 製作進行：城田佳和
- 録音スタジオ：タバック
- 現像：東映化学

## 主題歌
オープニングテーマ - 「炎のキン肉マン」
歌 - 串田アキラ / 作詞 - 森雪之丞 / 作曲 - 芹澤廣明 / 編曲 - 奥慶一
エンディングテーマ - 「キン肉マンボ」
歌 - 神谷明、こおろぎ'73、Shines / 作詞・作曲 - 森雪之丞 / 編曲 - 奥慶一

## 同時上映
- キャプテン翼 明日へ向かって走れ!
- ゲゲゲの鬼太郎 妖怪大戦争
- 超新星フラッシュマン

## 映像ソフト
いずれも東映ビデオより発売。
- VHS

1986年7月10日に発売。
- DVD
  - キン肉マン THE☆MOVIES
2004年4月21日発売。
  - キン肉マン コンプリートDVD-BOX
2008年12月20日発売。